# Chena Hot Springs
Chena Hot Springs es un área no incorporada ubicada en el borough de Fairbanks North Star en el estado estadounidense de Alaska.

## Geografía
Chena Hot Springs se encuentra ubicado en las coordenadas 65°3′11″N 146°3′20″O / 65.05306, -146.05556.